# Giovanni Buscaglione
Giovanni Buscaglione (Graglia, 10 de marzo de 1874-Bogotá, 29 de enero de 1941) fue un arquitecto y hermano coadjutor salesiano. Hizo una serie de importantes proyectos de arquitectura religiosa y educativa en Italia, Constantinopla, Esmirna, Alejandría y especialmente en Colombia. Allí pasó sus últimos años y dejó varias obras como el antiguo Seminario Mayor de Medellín y la iglesia del Carmen de Bogotá.

## Vida y obra
Buscaglione había pasado dos años de su niñez junto a San Juan Bosco, uno de los grandes educadores del siglo XIX y fundador de las congregaciones de San Francisco de Sales y de las Hijas de María Auxiliadora, ambas dedicadas a la educación y formación de jóvenes pobres.
Luego, estudió ingeniería en la Accademia Albertina de Turín, de dibujante de arquitectura con el padre Ernesto Vespignani, proyectista de varias iglesias y colegios en América del Sur, y su experiencia como constructor de colegios salesianos en Egipto y Turquía, lo enfilaron pronto en ocupaciones afines.

### En Colombia
Tenía 46 años cuando la comunidad salesiana en Turín lo autorizó para trasladarse a Colombia. Salió de Génova y llegó a Bogotá en 1920. Al poco tiempo de su arribo fue nombrado coadjutor y primer director de la oficina de ingeniería, creada ese mismo año en el Colegio Salesiano.
A través de dicha oficina el religioso y arquitecto erigió en un periodo de veinte años, hasta su fallecimiento en 1941, una obra de arquitectura religiosa y educativa. Levantó planos para reformas, construyó capillas, santuarios, seminarios, conventos, asilos de lazaretos, granjas agrícolas, edificios institucionales, colegios e incluso ideó un proyecto para una universidad en Medellín.
Con esto solucionó necesidades de varias comunidades establecidas en 45 municipios de diferentes regiones colombianas tan diferentes como Amazonas, Antioquia, Bolívar, Boyacá, Cundinamarca, Meta, Santander, Risaralda y el Valle del Cauca.
Los salesianos están enfocados en la atención educativa y formativa de los jóvenes que en sus sociedades se encuentran en situaciones de desventaja económica, marginalidad o en riesgo. Dicha comunidad se estableció en Colombia hacia 1890, enviada en misión por el papa León XIII, a solicitud del presidente Rafael Núñez.
Su objetivo era suministrar educación religiosa, técnica y artística a muchachos en los talleres de las Escuelas de Artes y Oficios. Así formaron obreros hábiles en artes gráficas, carpintería, herrería, mecánica y construcción de edificios.
El propio Buscaglione se encargó de transmitir conocimientos en las obras que dirigió. Enseñó los detalles constructivos, los cálculos estructurales, la finura de los terminados y la precisión admirable con que medía. Creaba incluso los moldes para el vaciado de columnas, arcos, ladrillos decorativos.
Su arquitectura fue fundamentalmente de ladrillo a la vista, ecléctica. Una composición estilística de influencia italiana y del Cercano Oriente. Sus experiencias en Esmirna, Estambul y Alejandría se reflejaron en sus obras más representativas: el Seminario Mayor de Medellín, hecho entre 1919 y 1928, hoy centro comercial Villanueva y sede de la Curia arquidiocesana.
Durante este período también diseñó y elaboró los planos para la construcción del templo principal de Jardín, que promovió Juan Nepomuceno Barrera, conocida como Basílica de la Inmaculada Concepción, declarada Monumento Nacional en 1985 y elevada a la categoría de Basílica Menor por Juan Pablo II en 2003.
En Bogotá realizó La Candelaria el conjunto del nuevo Colegio de León XIII, entre 1922 y 1938, y el Santuario Nacional de Nuestra Señora del Carmen, entre 1926 y 1938.
Este último es una de sus obras maestras. Ahí Buscaglione plasmó todas sus influencias en un diseño de estilo gótico florentino, imitación en pequeña escala de la iglesia de San Carlos en Buenos Aires, de Ernesto Vespignani. Dejó unos planos iniciales para el colegio de León XIII y la iglesia del Carmen.
Buscaglione se encargó de modificarlos. Los realizó de nuevo. Les dio mayor esbeltez, elegancia y escala monumental. Se trajeron mosaicos dorados de talleres venecianos y vitrales alemanes que narran escenas de la vida de Don Bosco y San Francisco de Sales.
También gestó y construyó más de treinta iglesias y capillas y participó en los proyectos de reforma, ampliación y terminación de las catedrales de Medellín (donde diseñó el baldaquino, los altares, el púlpito, el coro y demás obras ornamentales del templo), el Socorro y Barichara.
La construcción de este santuario se comenzó en 1926. Hubo que canalizar un tramo importante del río San Agustín, mientras se desarrollaban las excavaciones para la cripta de la iglesia. La torre, que se eleva 57 metros desde el atrio, antecede una fachada blanca y carmelita que parece un bordado complicado. Sufrió destrozos y averías ocasionados por los disturbios del Bogotazo el 9 de abril de 1948 y más de un temblor de tierra.
Hoy, el tempo se encuentra restaurado, fue declarado Monumento Nacional por medio del decreto 804 del 30 de abril de 1993. Es un símbolo de la comunidad salesiana.

## Galería

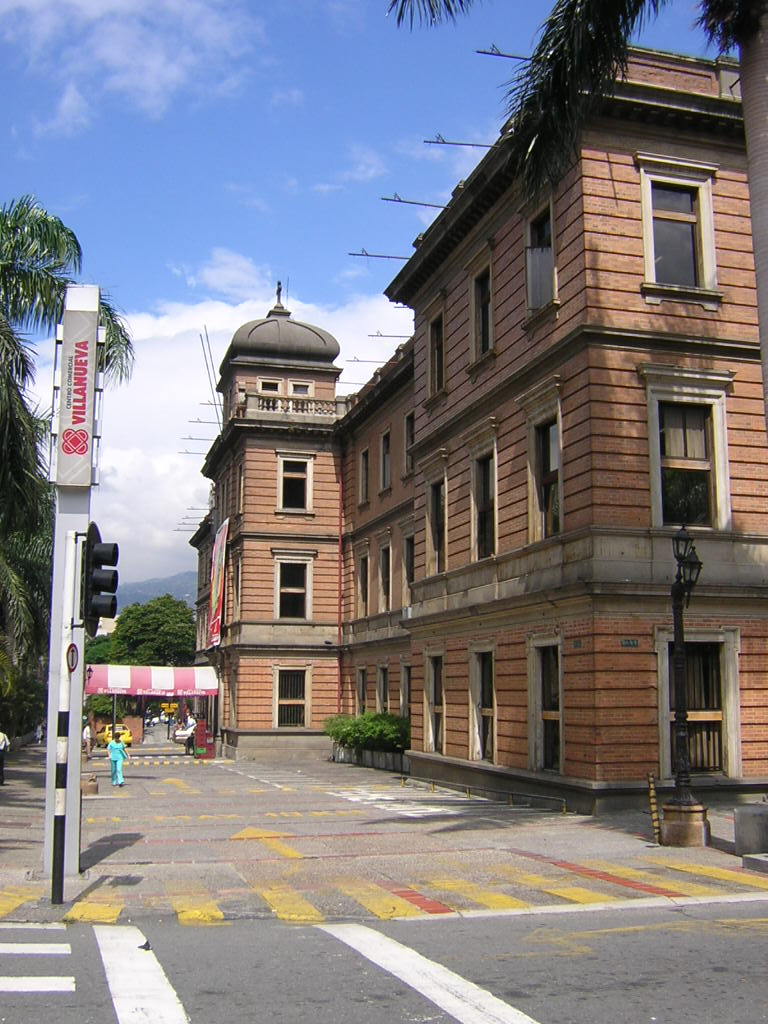
Antiguo Seminario Mayor de Medellín
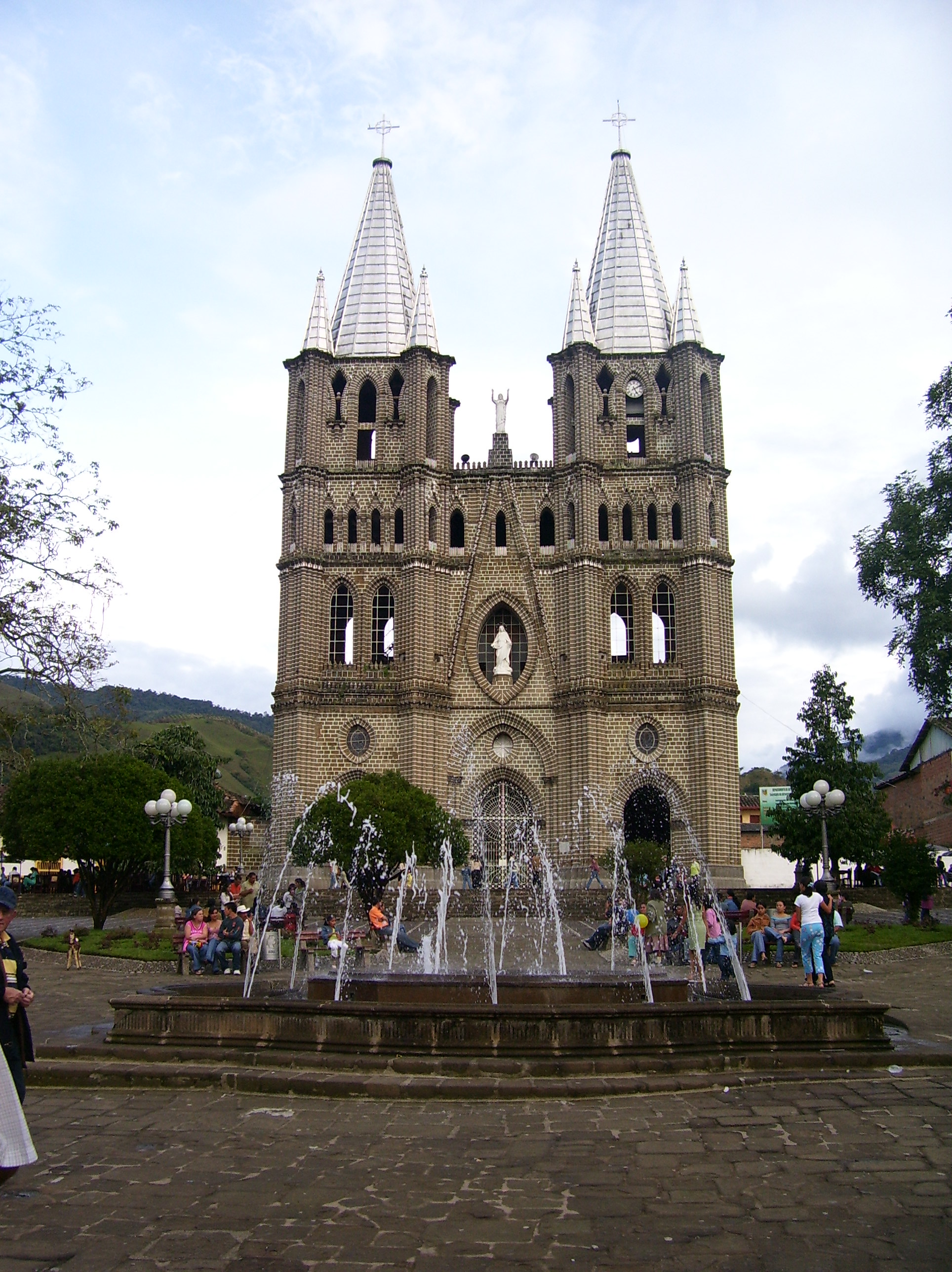
Basílica de la Inmaculada Concepción (Jardín)
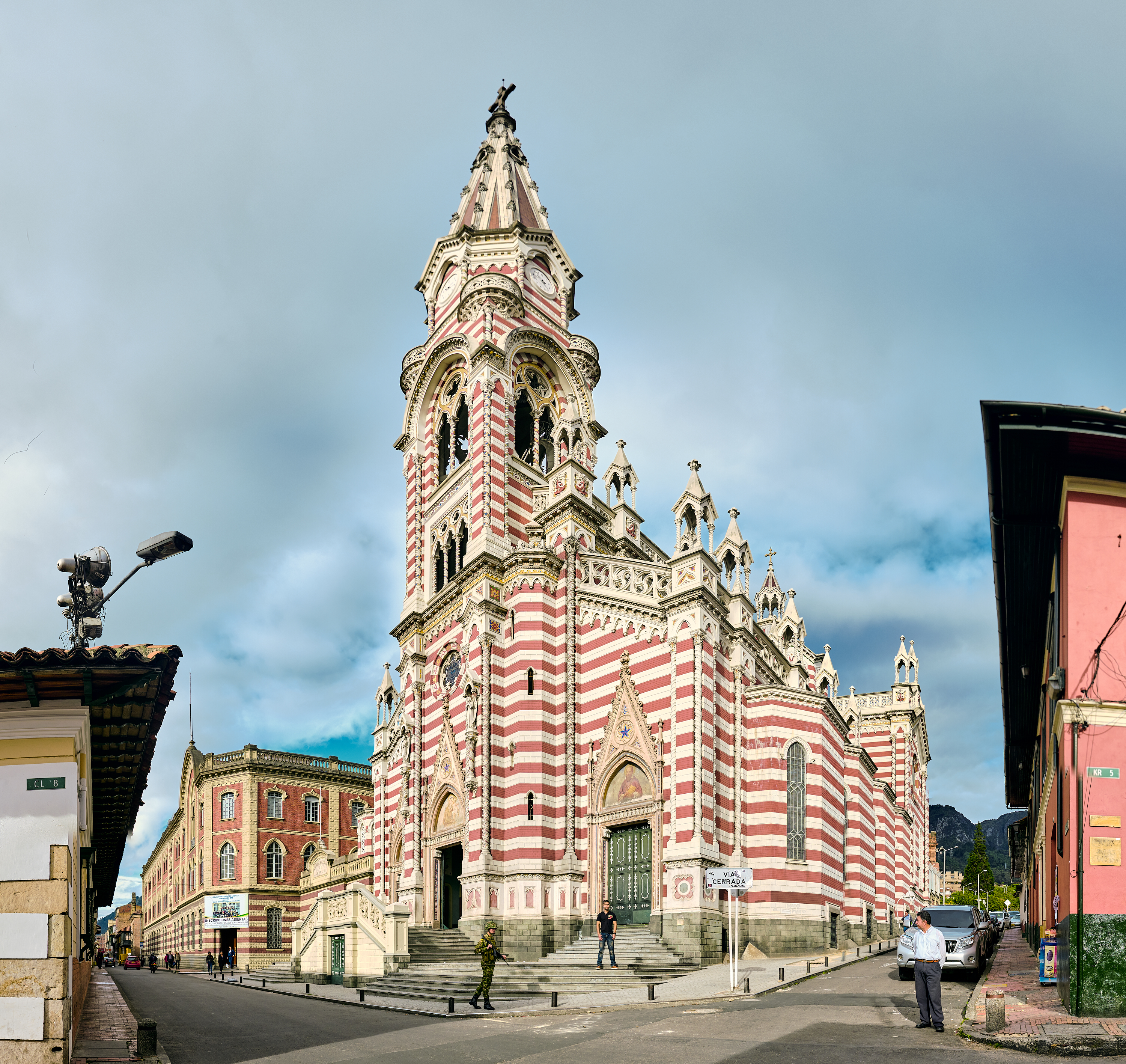
Iglesia del Carmen en Bogotá
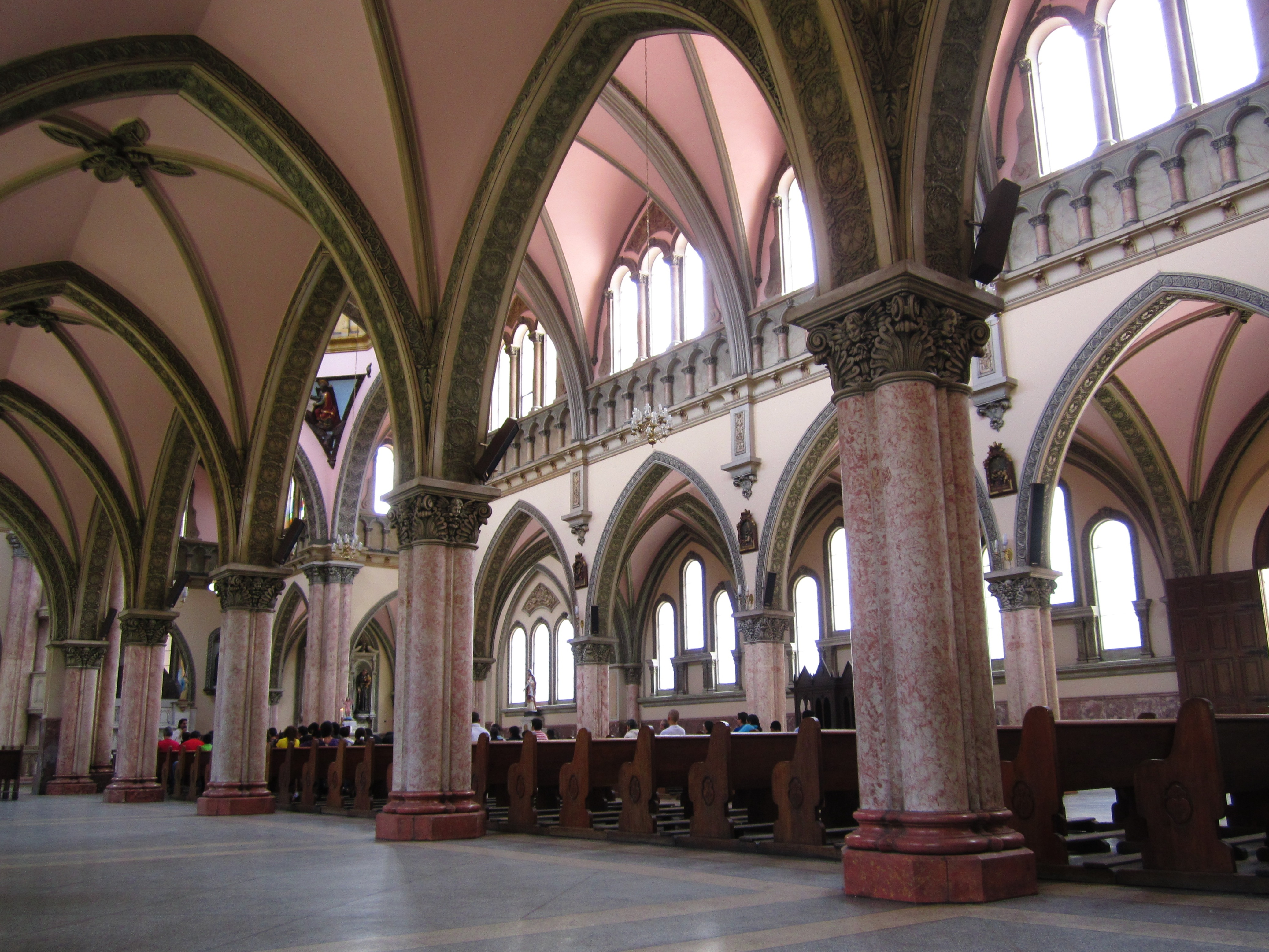
Interior de la iglesia de la Sagrada Pasión
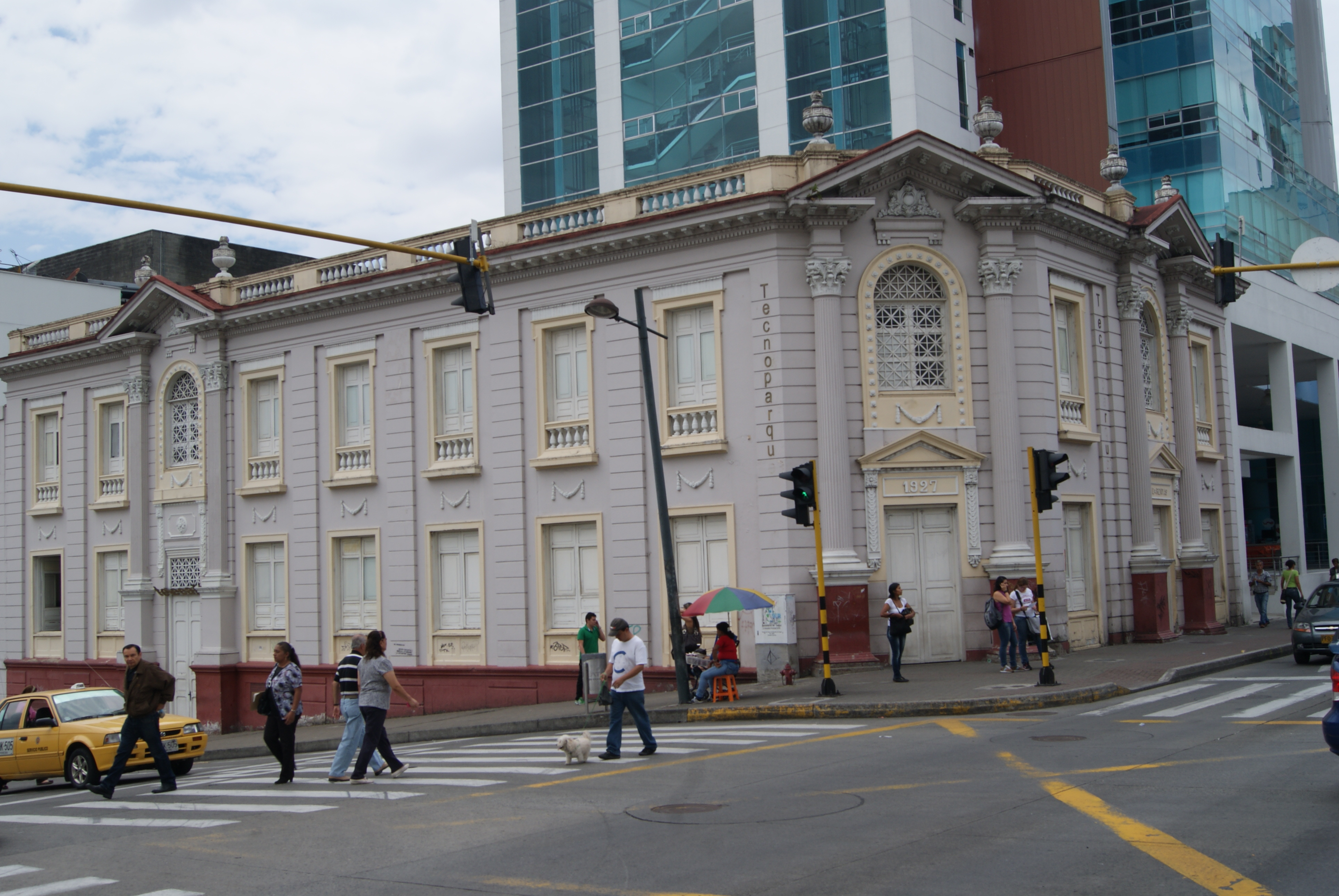
Palacio de Rentas Departamentales de Pereira